# Montendry
Montendry település Franciaországban, Savoie megyében. Lakosainak száma 50 fő (2022. január 1.). Montendry Chamoux-sur-Gelon, Champ-Laurent, Montgilbert, Le Pontet és Saint-Georges-d'Hurtières községekkel határos.

## Népesség
A település népességének változása:
| Lakosok száma | 60   | 61   | 63   | 58   | 56   | 54   | 53   | 51   | 50   |
|               | 2013 | 2015 | 2016 | 2017 | 2018 | 2019 | 2020 | 2021 | 2022 |